# Licanten
Licanten är en kommun i Chile.   Den ligger i provinsen Provincia de Curicó och regionen Región del Maule, i den södra delen av landet, 210 km sydväst om huvudstaden Santiago de Chile.
Trakten runt Licanten består till största delen av jordbruksmark. Runt Licanten är det glesbefolkat, med 13 invånare per kvadratkilometer.